# Xã Emmet, Quận Holt, Nebraska
Xã Emmet (tiếng Anh: Emmet Township) là một xã thuộc quận Holt, tiểu bang Nebraska, Hoa Kỳ. Năm 2010, dân số của xã này là 143 người.